# Arctosa rufescens
Arctosa rufescens là một loài nhện trong họ Lycosidae.
Loài này thuộc chi Arctosa. Arctosa rufescens được Carl Friedrich Roewer miêu tả năm 1960.